# Березовський монастир
52°31′55″ пн. ш. 24°57′33″ сх. д. / 52.5319° пн. ш. 24.9592° сх. д.
Березовський монастир — колишній монастир у м. Береза. Пам'ятник архітектури зрілого бароко. Збереглися залишки південної і західної частин монастиря.

## Історія

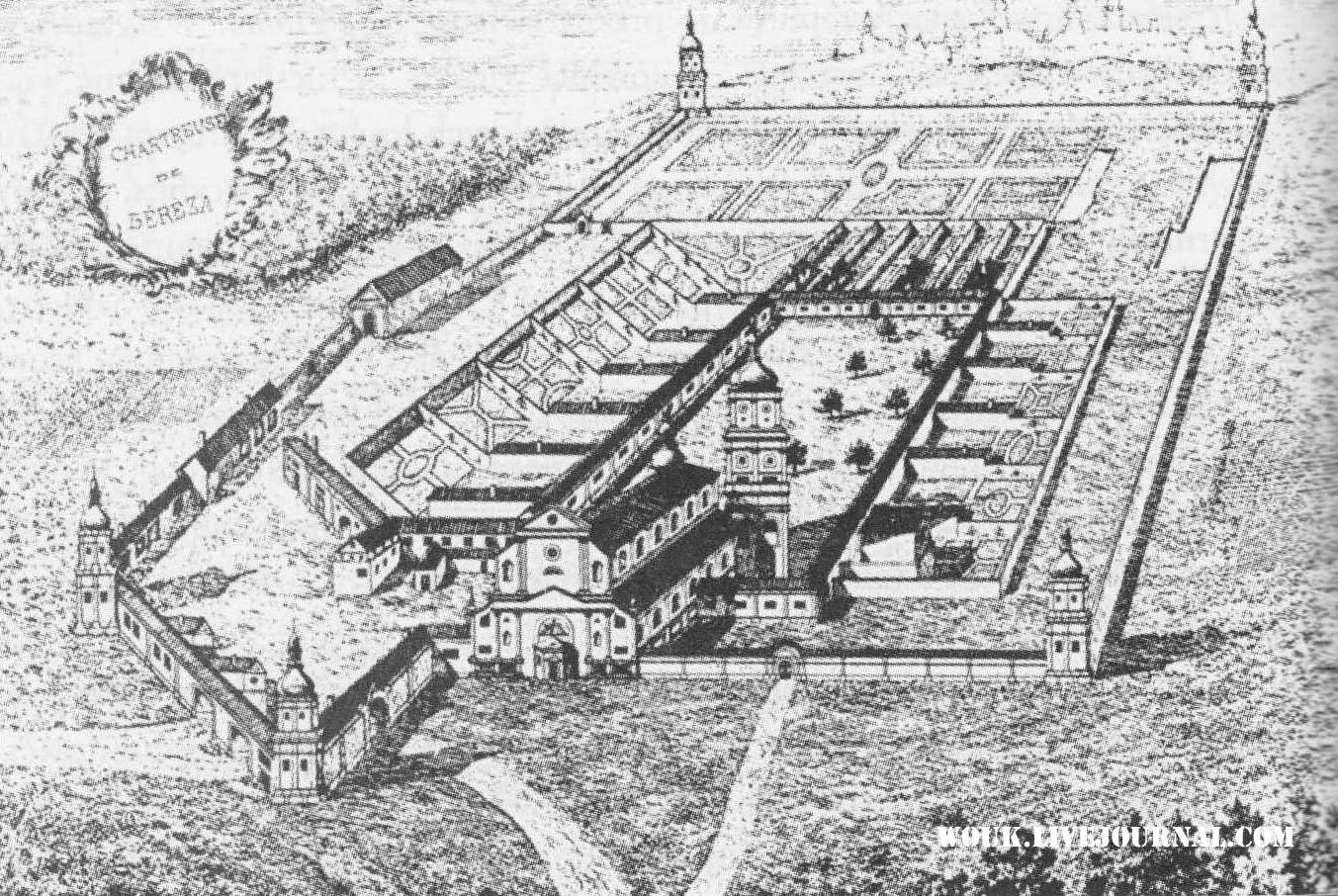
Монастир у XVIII ст.

Монастир побудований у 2-й половині XVII століття італійським майстром Джованні Баттіста Джислені при фундаторстві Казимира Лева Сапєги, який пізніше був похований у стінах монастирського костелу. Будівництво монастиря було закінчено в 1689 році. Монастирський комплекс включав в себе кам'яний костел, житлові корпуси, бібліотеку, лікарню, трапезну, аптеку, численні господарські споруди. Поруч з монастирем стояв палац Сапегів.

Березовський монастир на малюнку Н. Орди

Під час Північної війни (1700—1721) під Березою йшли бої між шведами та росіянами, монастир був розграбований.

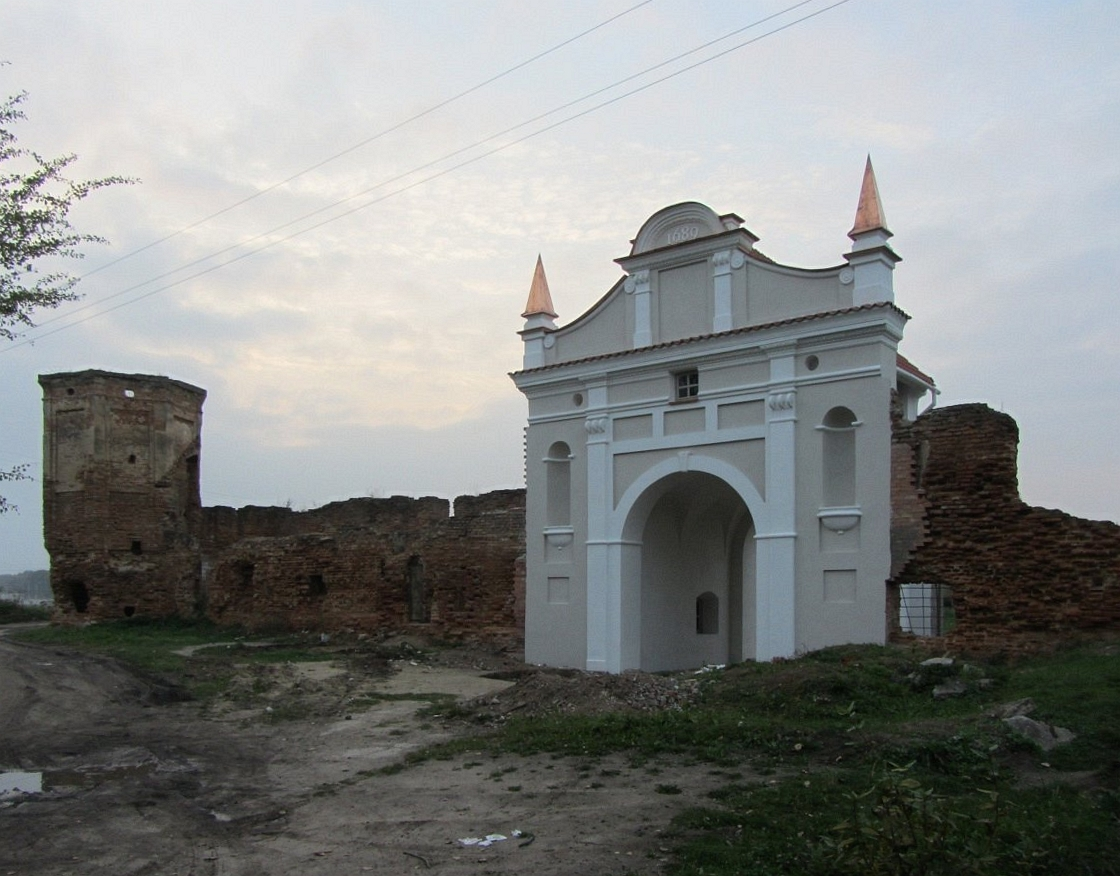
Відновлені ворота

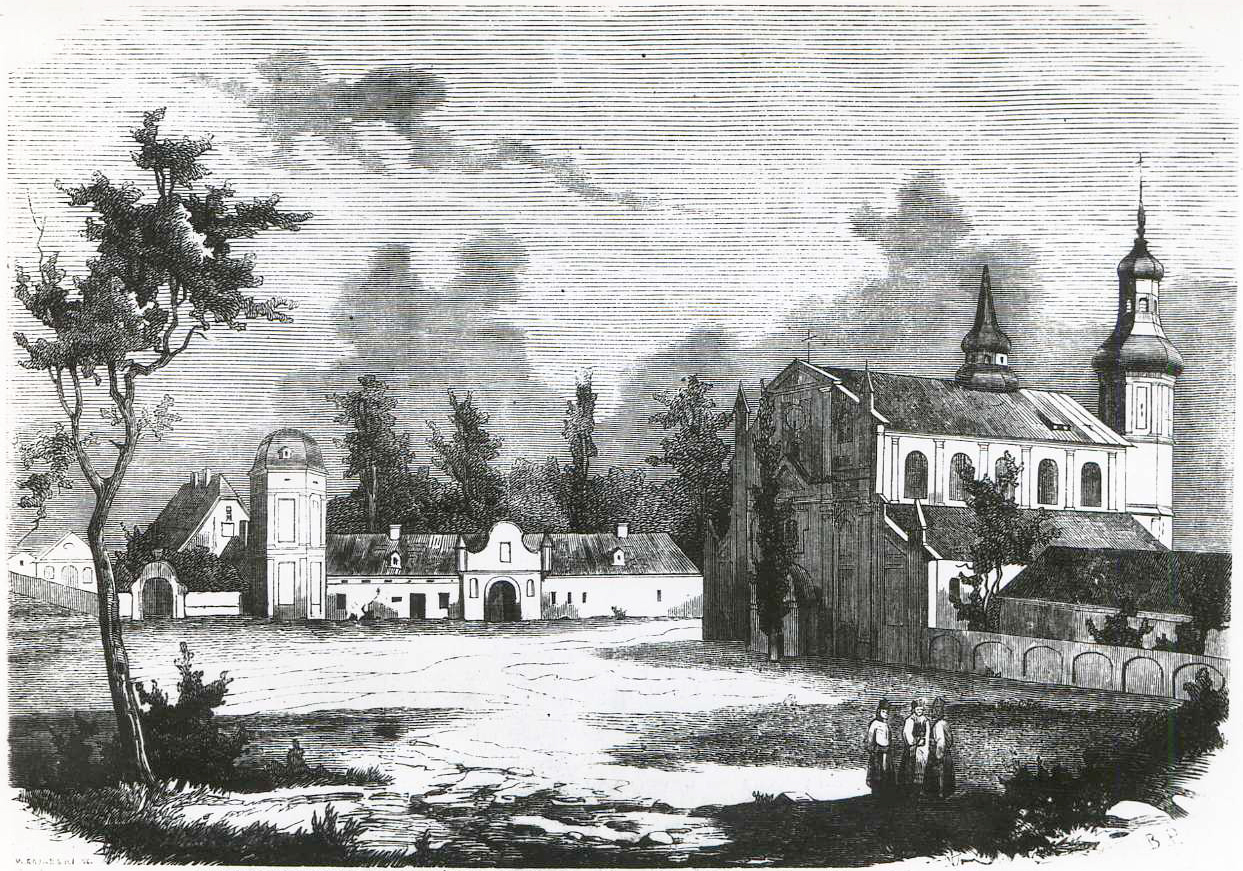
Б. Подбельский, 1861

За час свого існування монастир став великим господарством і кредитував магнатів і дрібну шляхту; монастирю належали кілька навколишніх сіл, заводів.
Після 3-го поділу Речі Посполитої (1795) Береза опинилась у складі Російської імперії. У березівському монастирі залишилися тільки 6 ченців, це був останній монастир картезіанців на території колишньої Речі Посполитої.
Останнім настоятелем монастиря був отець Павло Геніюш, який походив із заможної родини, але вирішив залишити все і вести пустельніцьке життя, вступив в Орден, коли йому ще не було двадцяти років. Серед інших ченців Павло Геніюш виділявся особливими чеснотами віри, надії і любові, і через його ранню мудрість ченці обрали його пріором монастиря. Отець Павло керував монастирем до часу його закриття і вигнання ченців. Сам отець-настоятель життєвими обставинами був змушений вступити в інший чернечий Орден, — бенедиктинців, де через деякий час також став настоятелем. Помер отець Павло Гениюш на території сучасної Польщі. Похований на кладовищі одного з бенедиктинських монастирів Польщі.
У 1830-х рр. монастир був закритий, його приміщення стали використовуватися як казарми і приходили в занепад.

### Після закриття монастиря

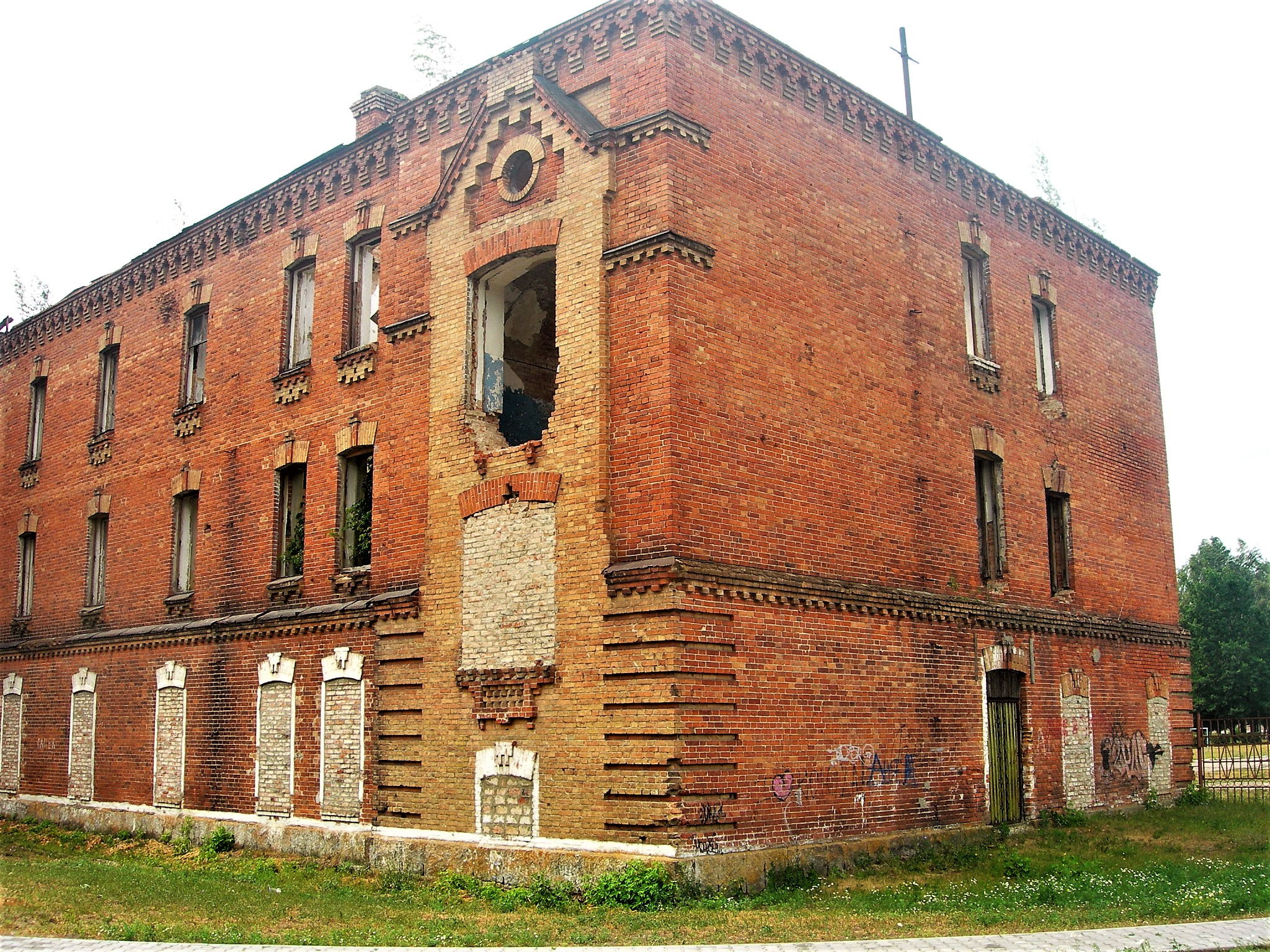
Російські казарми, побудовані з монастирської цегли

Приміщення колишнього монастиря стали використовуватися росіянами як казарми. Інша інфраструктура — ботанічний сад, ставок — приходили в занепад.

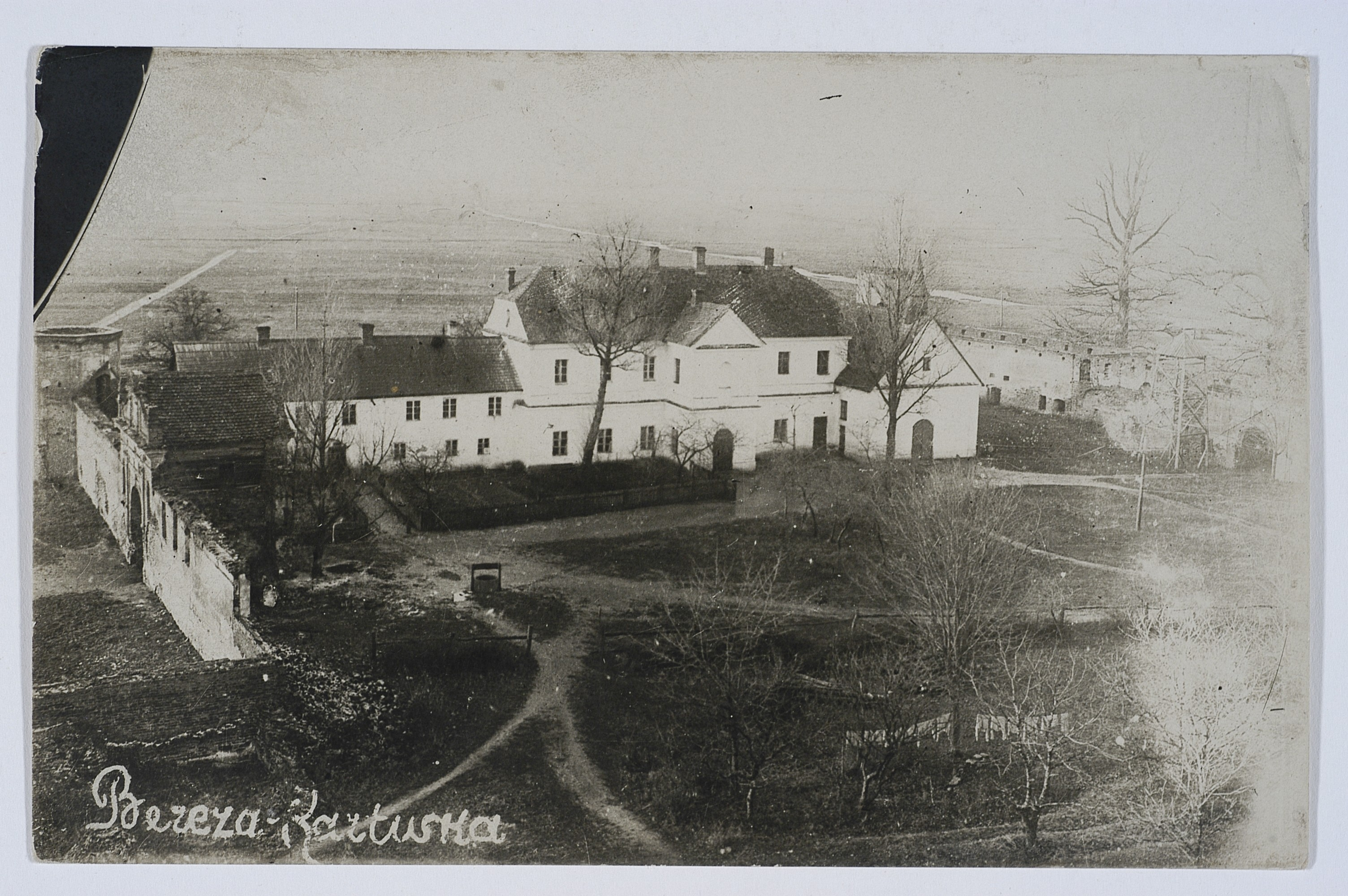
Монастир в 1906 році

Після подальшого національно-визвольного повстання росіяни почали розбирати стіни і будівлі монастиря, будувати з них казарми.
У 1930-х роках колишні російські казарми були перетворені польськими властями в концентраційний табір для комуністів, українських націоналістів та військовополонених. Після возз'єднання Західної Білорусі з БРСР, у стінах монастиря була розміщена військова частина.

### Сучасність

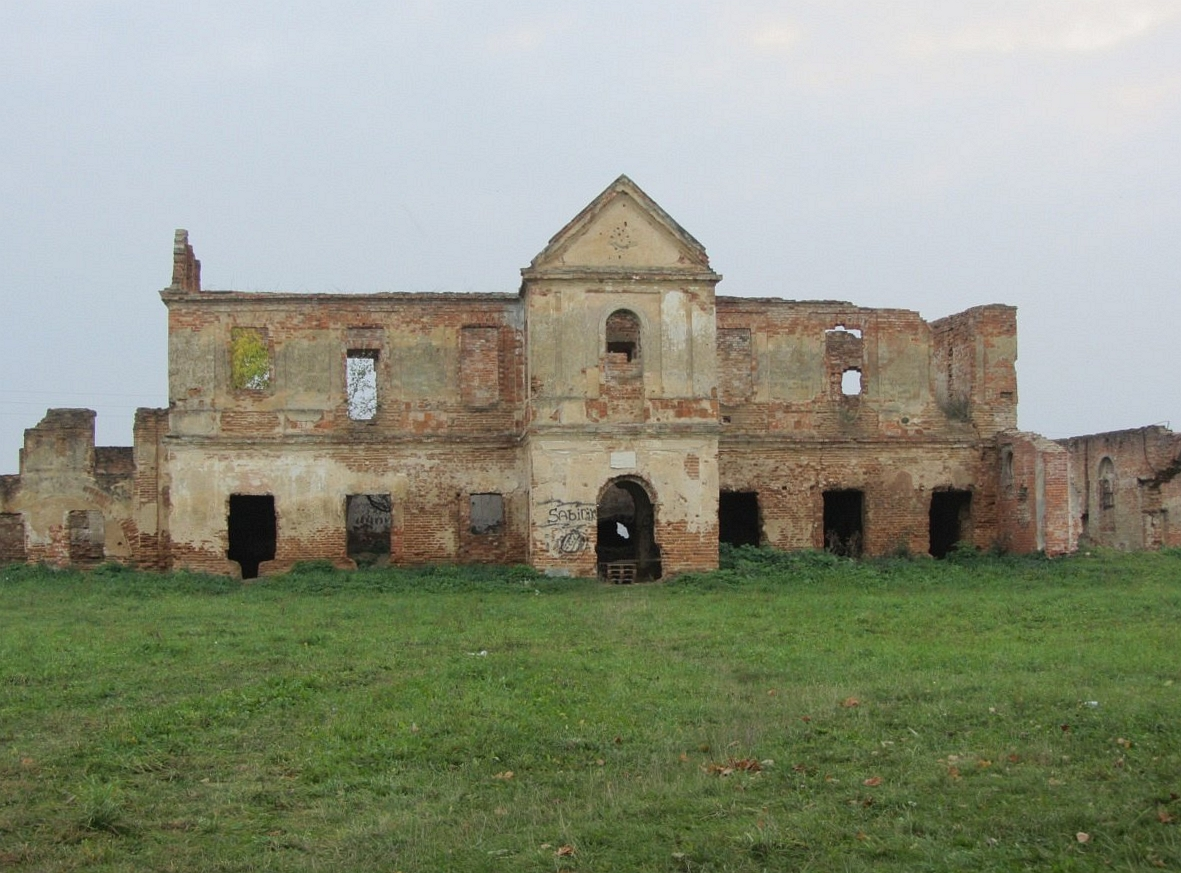
Монастирський госпіталь

На початку 1990-х років монастир був внесений у список історико-архітектурних цінностей Білорусі. Існував проект відновлення монастиря, однак він був призупинений.

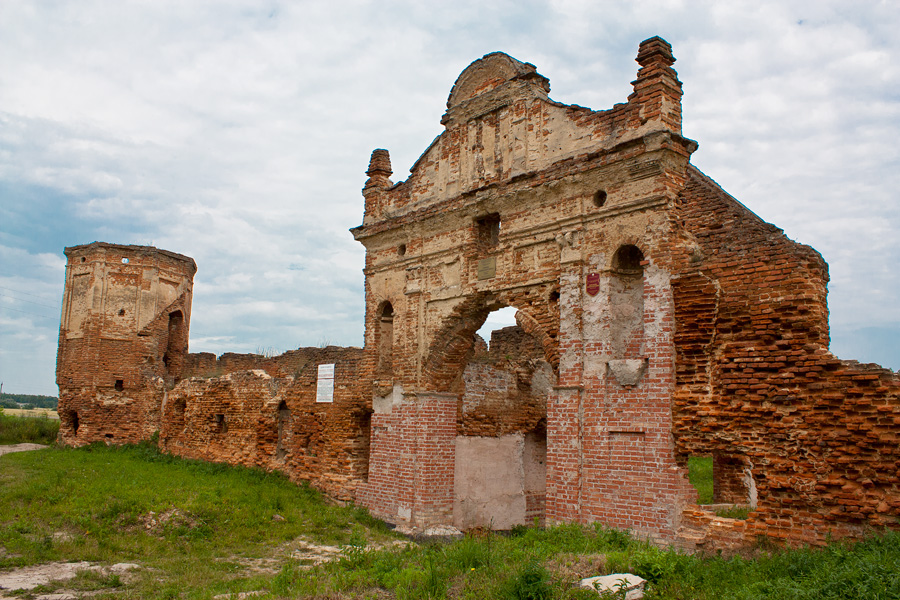
Відновлення брами монастиря

Ведуться роботи з реставрації монастиря, у вересні 2014 року була повністю відновлені ворота.

## Архітектура

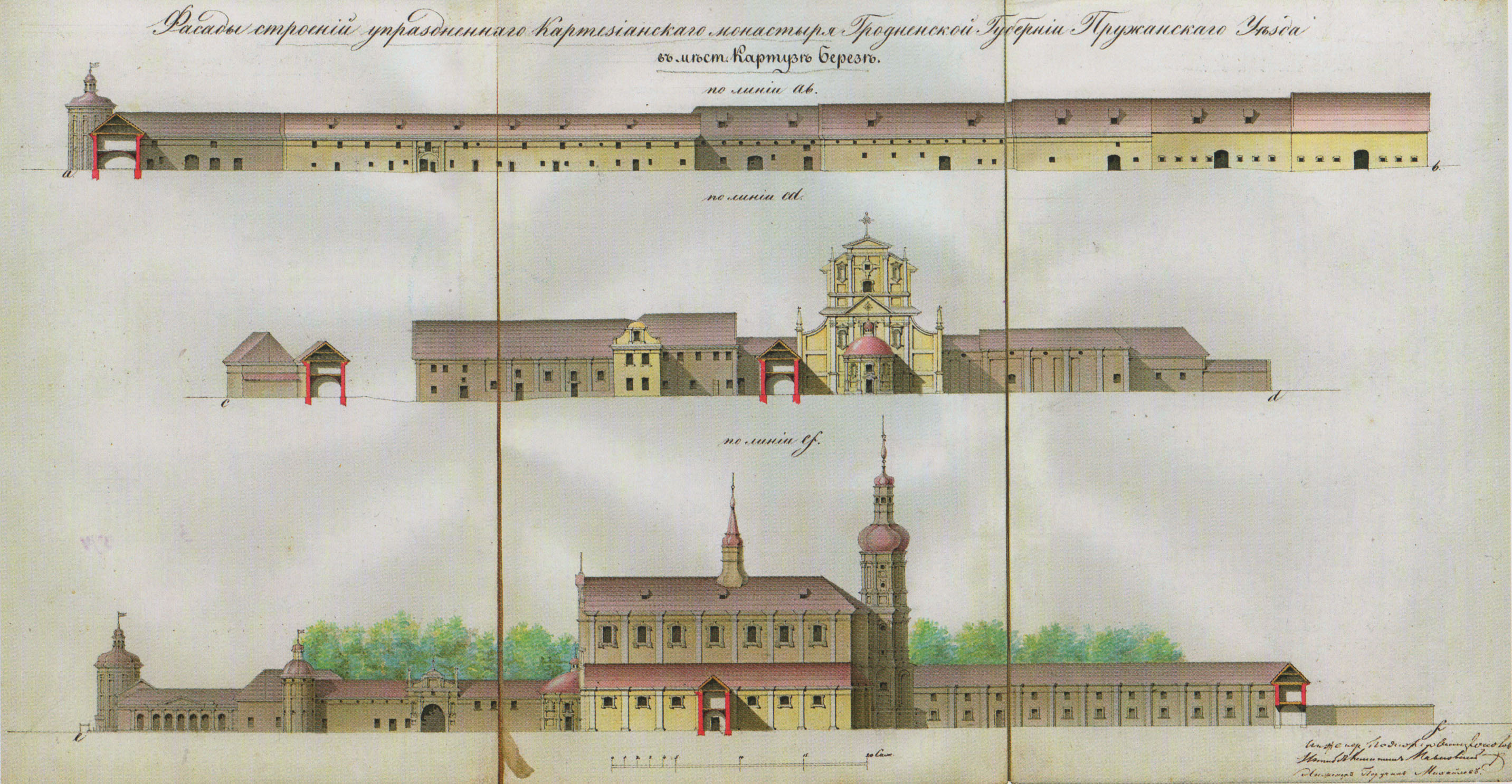
Обміри XIX ст.

В комплекс входили муровані будівлі костелу, однотипні групи житлових корпусів з маленькими внутрішніми двориками, трапезна, бібліотека, лікарня, аптека, господарські будівлі, разом з прилеглим садом з водоймою були обнесені стінами з вежами і капличкою. Головним входом у монастир служила потужна брама з бійницями. Вона вела у двір, призначений для господарських потреб і обслуговування відвідувачів, його утворювали корпуси келій рядових ченців, допоміжних і господарських служб. Другий, замкнутий прямокутний двір, створили коридори-галереї, що з'єднували двоповерхові корпуси келій ченців-затворників з церквою. Келії виділялися в самостійні житлові осередки з маленькими внутрішніми двориками. Декоративне оздоблення — пілястри, глибокі ніші, фігурні фронтони.

### Костел

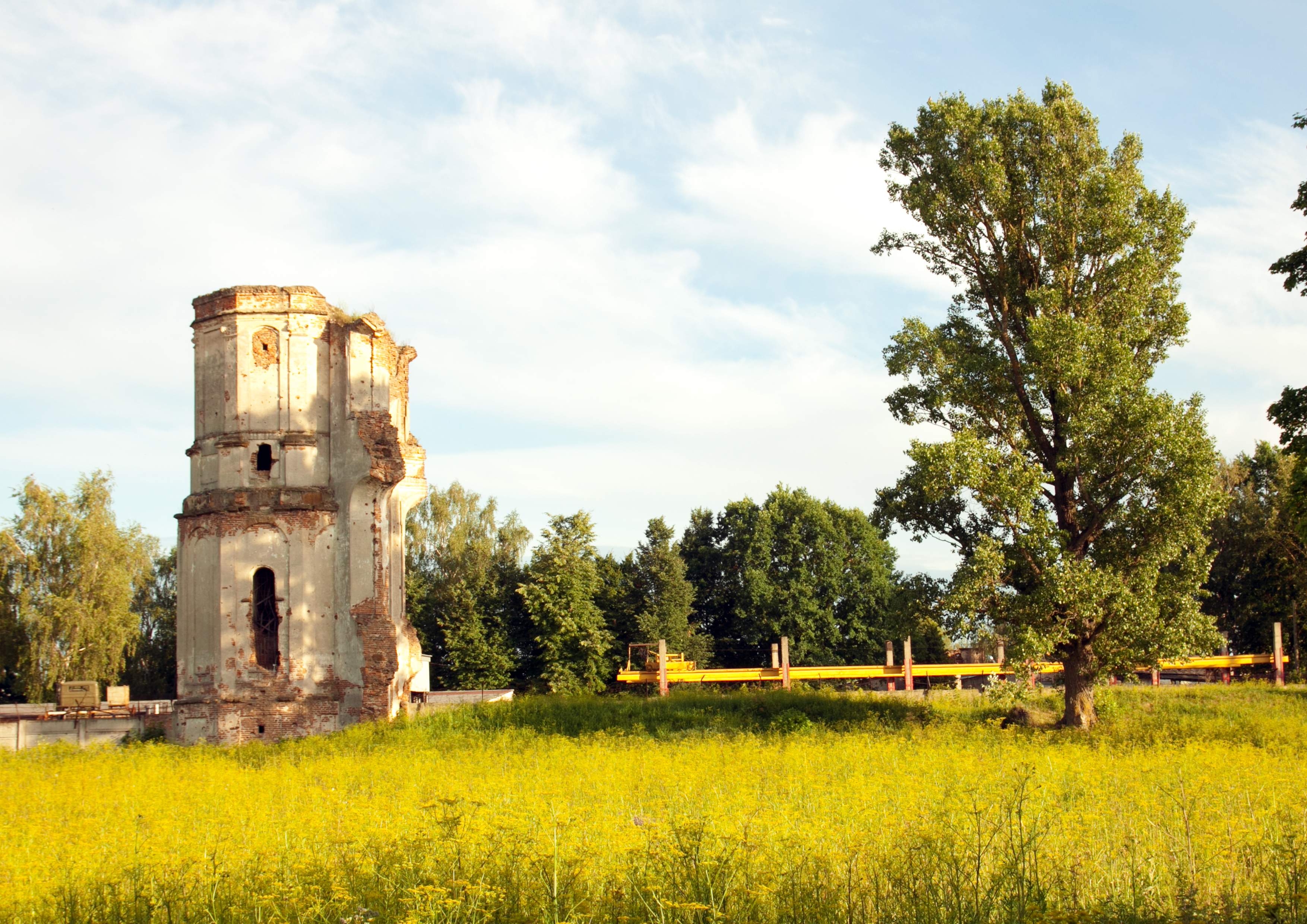
Залишки апсидної частини церкви

Костел — трьохнавна базиліка з трьома граненими апсидами та гранечним тамбуром при вході. До середньої апсиди прилягала восьмигранна багатоярусна вежа-дзвіниця з банею, яка формувала силует ансамблю. Вона стояла всередині прямокутного дворика, примикала до середньої апсиди церкви і була оборонною вежею з потужними стінами і вузькими вікнами-бійницями. Яруси, пристосовані для знарядь, пов'язували гвинтові сходи в товщі стін.

## Цікаві факти

Герб Берези

Ворота монастиря зображено на гербі і прапорі міста Береза.

## Літаратура
- Архітектура Білорусі: Енциклопедичний довідник. — Мн.: БелЭн, 1993. — 620 с.: іл. — ISBN 5-85700-078-5.
- Збір пам'яток історії і культури Білорусі. — Мн.: Білоруська радянська енциклопедія, [1986—1988].
- Релігія і церква на Беларусі : энцыкл. давед. — Мн., 2001. — С. 60.
- Білоруська енциклопедія: У 18 т.. Т. 3: Білоруси — Воронець / Рэдкал.: Р. П. Пашков та ін — Мн.: БелЭн, 1996. — Т. 3. — 511 с. — 10 000 екз. — ISBN 985-11-0068-4 (т. 3) — С. 411.
- Республіка Білорусь : енциклопедія. [7 т.]. Т. 2. — Мінськ, 2006.
- Габрусь Т. Ст. Кам'яні хорали: Сакральна архітектура білоруського бароко / Т. В. Габрусь. Мн.: Урожай, 2001.— 287 с.: іл. ISBN 985-04-0499-X, с. 123—125.